# Pontus Almqvist
Pontus Almqvist, né le 10 juillet 1999 à Nyköping en Suède, est un footballeur suédois qui joue au poste d'attaquant à Parme Calcio.

## Biographie

### Débuts en Suède
Né à Nyköping en Suède, Pontus Almqvist commence le football dans le club de sa ville natale, le Nyköpings BIS. Il rejoint ensuite le Syrianska FC, puis l'IFK Norrköping.
Il joue son premier match en professionnel avec l'IFK Norrköping le 23 août 2017, face au Bollnäs GIF, lors d'une rencontre de coupe de Suède. Il entre en jeu à la place de Simon Skrabb, et son équipe s'impose par cinq buts à zéro. Almqvist joue son premier match en Allsvenskan le 23 septembre 2017, contre le Halmstads BK. Il entre en jeu à la place de Filip Dagerstål lors de cette rencontre perdue par son équipe sur le score de deux buts à un.
Le 23 mars 2018, Pontus Almqvist est prêté jusqu'à l'été 2018 au Varbergs BoIS, club évoluant alors en Superettan. En juillet 2018, il est à nouveau prêté à un club de deuxième division, au Norrby IF, jusqu'à la fin de l'année.
Le 23 août 2019 il prolonge son contrat jusqu'en 2023 avec l'IFK Norrköping. Il est réellement intégré à l'équipe première lors de la saison 2020, exercice durant lequel il inscrit son premier but pour Norrköping, le 6 juillet 2020 contre l'IFK Göteborg, participant ainsi à la victoire de son équipe par trois buts à un.

### FK Rostov
Le 15 octobre 2020, Pontus Almqvist rejoint le club russe du FK Rostov en compagnie de son compatriote Armin Gigović. Il joue son premier match sous ses nouvelles couleurs le 25 octobre 2020, lors d'une rencontre de Premier-Liga face au FK Khimki. Il entre en jeu à la place de Pavel Mamaïev, lors de ce match perdu par les siens sur le score de deux buts à zéro. Le 17 mars 2021 il inscrit son premier but pour Rostov, lors d'un match de championnat face au SC Rotor Volgograd. Son équipe s'impose par quatre buts à zéro ce jour-là.

### Prêts
Le 17 mars 2022, Pontus Almqvist est prêté au FC Utrecht jusqu'à la fin de la saison.
Le 5 juillet 2022, Almqvist est cette fois prêté pour une saison en Pologne, au Pogoń Szczecin,.
Almqvist inscrit son premier but pour le Pogoń Szczecin le 31 juillet 2022, lors d'une rencontre de championnat face au Jagiellonia Białystok. Titularisé, il donne la victoire à son équipe en étant le seul buteur de la partie (1-0 score final).
Le 22 juin 2023, Pontus Almqvist est de nouveau prêté, cette fois en Italie à l'US Lecce pour une saison.
Almqvist se fait remarquer dès son premier match pour Lecce en marquant un but, le 13 août 2023, lors d'une rencontre de coupe d'Italie face au Côme 1907. Titularisé, il donne la victoire à son équipe en étant le seul buteur de la partie sur un service de Patrick Dorgu.

### Parme Calcio
Le 13 août 2024, Pontus Almqvist quitte définitivement le FK Rostov pour signer en faveur du Parme Calcio pour un contrat de trois ans, plus une année supplémentaire en option.

### En sélection
Pontus Almqvist reçoit sa première sélection avec l'équipe de Suède espoirs le 4 septembre 2020, face à l'Islande. Il entre en jeu à la place de Benjamin Nygren lors de cette rencontre perdue par les siens (1-0). Quatre jours plus tard, pour sa deuxième sélection, il est titularisé face à l'Italie. Il se fait remarquer en inscrivant ses deux premiers buts, contribuant grandement à la victoire de son équipe (3-0). Ces deux matchs entrent dans le cadre des éliminatoires de l'Euro espoirs 2021.